# 七対子
七対子（チートイツ）とは、麻雀における役のひとつ。または、その和了形を指す麻雀用語。その名の通り、対子を7組そろえることで成立する。25符2飜。門前役。通称は「チートイ」「ニコニコ」など。英語では「Seven Pairs」と呼ばれる。緑一色とともにアメリカ人によって考案された役の一つである。中国麻雀では「七対」の名称である。

## 概要
通常、麻雀の和了形は4面子1雀頭によって構成されるが、例外となるのが国士無双とこの七対子である。
テンパイ形が必ず単騎待ちになり、かつ門前役であるため（役の性質上、副露することが不可能）、2飜役の中では比較的作りづらい。しかし、待ち頃の牌でテンパイすれば立直をかけることも多く、裏ドラが乗る時は一気に2枚乗るため、爆発的な得点力がある。また、他家の仕掛けや立直に対し危険牌を押さえながら七対子に受けて和了に向かうケースもあり、攻守ともに柔軟な役でもあることから、プロの中には土田浩翔や金子正輝のように七対子を好む者も少なくない。一方、新津潔や飯田正人、伊藤優孝などは、和了形があまり綺麗ではないとして嫌っており、好き嫌いがはっきり分かれる役でもある。
タンヤオ、混一色、清一色、混老頭などと複合する。ただし、223344といった連続した3対子が含まれる場合でも、一盃口とは複合しない。また、二盃口は和了形が七対子と同様対子7つの牌姿になることが多いが、高点法により必ず二盃口を優先する。また、点数計算においては符の概念が適用できないため、形式的に25符とする場合が多い（後述）。
同じ牌4枚を用いて対子2組とみなすことはできないとするのが一般的である。しかし、関西式のルール（ブー麻雀）では七対子の4枚使いを認めている場合が多く、フリーなどで打つ場合は事前に確認しておくのが望ましい。また、中国麻雀では4枚使いが可能なうえ、4枚使いにすると四帰一という別の役が複合するルールになっている。4枚使いを認める場合は七対子形の緑一色や清老頭も可能となる。

## 歴史
麻雀博物館発起人の一人でもある麻雀研究家の浅見了によれば、明治時代末期にアメリカ人の間で麻雀が流行する中で市民権を得、同時期に日本にも伝わったという。これは大正14(1925)年に田辺竹三郎が書いた『麻雀の遊び方』で半満貫の役として紹介されていることからも裏付けられる。日本に入ってきた当初は2飜もしくは半満貫とされていたが、やがて100符0飜として計算されるようになった。その後、1飜縛りのルールが普及するとともに50符1飜となり、現在では25符2飜として扱われている。
ルールによっては50符1飜のままになっていることがあり、その場合は七対子のみの手を2飜縛りの局であがることができず、役の複合により満貫以上となった場合の点数計算にも差が出る（例えば「タンヤオ七対子ドラドラ赤1」をロン和了した場合、七対子を25符2飜とする一般的なルールなら6飜で跳満だが、七対子を50符1飜とするルールなら5飜で満貫にしかならない）。しかし、関東式ルールの広がりやオンライン麻雀の隆盛によって、現在ではほぼ完全に25符2飜で統一されつつある。

## 牌姿の例
（例）七対子のみのケース
待ち。七対子単体では点数的に安いため、字牌や筋ヒッカケになる端牌など待ち頃の牌に受け換えてリーチを打つことも多い。
（例）他の役が複合しているケース
待ち。混一色が複合している。このようなメンホン七対子の形は、染め手であるため使用できる牌種が限られるものの、リーチや裏ドラで倍満や三倍満まで見込める優秀な手組みであると言える。なお、234部分で一盃口の形になっているが、あくまで対子手なので一盃口はカウントしない。
（例）一般的には七対子とは認められないケース
通常はのシャンポン待ちの牌姿であるが、七対子の4枚使いを認める場合は単騎の七対子にもとれる。その場合、二筒もしくは三筒であがればタンヤオ一盃口、八索であがればタンヤオ七対子となる。しかし、通常のリーチ麻雀では七対子の4枚使いを認めておらず、この牌姿はシャンポン待ちのタンヤオ一盃口とするのが一般的である。
（例）高点法により七対子には取らない牌姿
  ロン
このような牌姿は高点法に基づいて七対子ではなく二盃口に取るのが普通である。七対子に取ると、この手は七対子のみで子1600点/親2400点にしかならない。しかし、二盃口に取ると、二盃口+平和で子7700点/親11600点（もしくは切り上げ満貫の子8000点/親12000点）になる。この例に限らず、七対子にも二盃口にも取れるケースでは、二盃口に取るほうが点数が高くなる。

## 戦略
（例）七対子の一向聴で、対々和の二向聴でもある牌姿（東1局/子/8巡目）
  ドラ表示牌
上の手牌では、たとえばが出たらポンして対々和に向かう手もある。しかし対々和にすると、ドラも役牌もないので、せいぜい2600点にしかならない。その後のツモに恵まれれば三暗刻の可能性も残るが、暗刻が1つしかないこの状態からではやや苦しい。一方この牌姿は七対子の一向聴でもある。ポンせず七対子にしておけば、リーチで3200点、リーチツモで6400点、裏ドラ次第では満貫・跳満になる。
表ドラを対子・暗刻で持っている場合や役牌がある場合は戦略が異なってくる。ドラ含みの場合、対々和なら確実に満貫、七対子ならダマテンで6400点、リーチで満貫。役牌含みの場合は、対々和で5200点。字牌や端牌など鳴きやすい牌がある時は、他家の切り牌を利用できる分、対々和に向かうほうが有効な場合もある。ただし、場に2枚枯れている対子（死に対子）が手牌に含まれている場合は必ずしもこの限りではない。

## 和了形としての七対子
2010年現在の一般的な日本の麻雀ルールにおいて七対子形式の和了形で定義される役は七対子だけであることから、役としての七対子と和了形としての七対子はほぼ一緒であることが多いが、例外もある。字牌は7種類あるため字一色を七対子の形であがることが可能であるが、これは役満であるため役としての七対子はルールで消滅する。
ローカル役満では大車輪が七対子とも二盃口ともとれる牌姿であるが、ごく稀に七対子形式として定義されていることがある（麻雀のローカル役#小車輪を参照）。また字一色の七対子を大七星という名称でダブル役満としているローカルルールもある。いずれの場合も七対子は役というより和了形の意味合いが強い。